# سیارک ۳۱۱۱۳
سیارک ۳۱۱۱۳ (به انگلیسی: 31113 Stull، نامگذاری:1997QC) سی و یک هزار و صد و سیزدهمین سیارک کشف شده‌است که در ۱۹ اوت ۱۹۹۷ کشف شد.